# Liga BFA
La BFA Senior League es la principal liga de fútbol de Bahamas, la cual es administrada por la Asociación de Fútbol de Bahamas. Antes del 2008 se jugó entre los campeones de las 2 ligas regionales principales pero después las 2 ligas se unieron en una sola.

## Formato
La liga se juega bajo la modalidad de todos contra todos a 2 vueltas y quien consiga más puntos será el campeón.
Por primera vez en la historia, un equipo representativo de Bahamas jugó el Campeonato de Clubes de la CFU, en el año 2015, quedando eliminado en primera fase pero dejando una buena imagen finalizando en 2.ª posición de su grupo.

## Equipos temporada 2024/25
| Equipo                      | Ciudad | Estadio      |
| --------------------------- | ------ | ------------ |
| Baha Juniors FC             | Nasáu  | Davies Field |
| Cavalier FC                 | Nasáu  | Davies Field |
| Dynamos                     | Nasáu  | Davies Field |
| Future Stars                | Nasáu  | Davies Field |
| IM Bears FC                 | Nasáu  | Davies Field |
| Inter Nassau                | Nasáu  | Davies Field |
| Seventeen FC                | Nasáu  | Davies Field |
| United FC                   | Nasáu  | Davies Field |
| University of the Bahamas   | Nasáu  | Davies Field |
| Western Warriors Gladiators | Nasáu  | Davies Field |
| Westside SC                 | Nasáu  | Davies Field |
| Western Warriors Titans     | Nasáu  | Davies Field |

## Palmarés
| Temporada | Campeón                                      | Resultado                                    | Subcampeón                                   |
| --------- | -------------------------------------------- | -------------------------------------------- | -------------------------------------------- |
| 1991/92   | JS Johnson United                            |                                              |                                              |
| 1992/93   | JS Johnson United                            |                                              |                                              |
| 1993/94   | Britam United FC                             |                                              |                                              |
| 1994/95   | Britam United FC                             |                                              |                                              |
| 1995/96   | Freeport FC                                  | 3-0                                          | JS Johnson United                            |
| 1996/97   | Cavalier FC                                  |                                              |                                              |
| 1997/98   | Cavalier FC                                  |                                              |                                              |
| 1998/99   | Cavalier FC                                  |                                              | Cole Albury Instrance Bears                  |
| 1999/00   | Abacom United FC                             | 2-1                                          | Cavalier FC                                  |
| 2000/01   | Cavalier FC                                  | 2-1                                          | Abacom United FC                             |
| 2001/02   | No disputado                                 | No disputado                                 | No disputado                                 |
| 2002/03   | Bears FC                                     | 2-1                                          | Abacom United FC                             |
| 2003-2008 | No disputado                                 | No disputado                                 | No disputado                                 |
| 2008/09   | Bears FC                                     |                                              | Caledonia FC                                 |
| 2009/10   | IM Bears FC                                  |                                              | Lyford Cay FC                                |
| 2011      | IM Bears FC                                  |                                              | Lyford Cay FC                                |
| 2011/12   | IM Bears FC                                  |                                              | Cavalier FC                                  |
| 2013      | IM Bears FC                                  |                                              | Lyford Cay FC                                |
| 2013/14   | Lyford Cay FC                                |                                              |                                              |
| 2014/15   | Western Warriors SC                          |                                              |                                              |
| 2015/16   | IM Bears FC                                  |                                              | Western Warriors SC                          |
| 2016/17   | Western Warriors SC                          |                                              |                                              |
| 2017/18   | University of the Bahamas FC                 |                                              | Western Warriors SC                          |
| 2018/19   | Dynamos FC                                   | 5-1                                          | Cavalier FC                                  |
| 2020      | Abandonado debido a la pandemia del COVID-19 | Abandonado debido a la pandemia del COVID-19 | Abandonado debido a la pandemia del COVID-19 |
| 2021      | No disputado                                 | No disputado                                 | No disputado                                 |
| 2022/23   | Western Warriors SC                          | 5-1                                          | United FC                                    |
| 2023/24   | Western Warriors SC                          | 5-1                                          | University of the Bahamas FC                 |
| 2024/25   | Western Warriors SC                          | 5-1                                          | Westside SC                                  |

## Distribución de Campeonatos
| Club                         | Títulos |
| ---------------------------- | ------- |
| IM Bears FC                  | 7       |
| Western Warriors SC          | 5       |
| Cavalier FC                  | 4       |
| JS Johnson United            | 2       |
| Britam United FC             | 2       |
| Freeport FC                  | 1       |
| Abacom United FC             | 1       |
| Lyford Cay FC                | 1       |
| University of the Bahamas FC | 1       |
| Dynamos FC                   | 1       |

## Últimos goleadores
| Temporada | Jugador(es)                 | Club(es)    | Total de Goles |
| --------- | --------------------------- | ----------- | -------------- |
| 2008/09   | Lesly St. Fleur             | IM Bears FC | 14             |
| 2010/11   | Nesley Jean Lesly St. Fleur | IM Bears FC | 16             |

## Tabla histórica
Tabla histórica de la BFA Senior League desde la temporada 2008-09 hasta la terminada temporada 2018-19.
| N.º | Club                           | Temp. | P.D. | P.G. | P.E. | P.P. | G.F. | G.C. | Dif. | Puntos |
| --- | ------------------------------ | ----- | ---- | ---- | ---- | ---- | ---- | ---- | ---- | ------ |
| 1.  | IM Bears FC                    | 11    | 120  | 92   | 14   | 14   | 470  | 146  | +324 | 290    |
| 2.  | Renegades FC                   | 9     | 102  | 67   | 17   | 18   | 318  | 142  | +176 | 218    |
| 3.  | Dynamos FC                     | 11    | 117  | 61   | 16   | 40   | 291  | 221  | +70  | 199    |
| 4.  | Cavalier FC                    | 11    | 117  | 41   | 17   | 61   | 194  | 356  | -162 | 140    |
| 5.  | United FC                      | 10    | 107  | 40   | 14   | 53   | 177  | 252  | -75  | 134    |
| 6.  | UB Mingoes FC                  | 9     | 100  | 34   | 13   | 53   | 168  | 204  | -36  | 115    |
| 7.  | Baha Juniors FC                | 8     | 111  | 32   | 9    | 70   | 183  | 315  | -132 | 105    |
| 8.  | Western Warriors SC            | 5     | 40   | 31   | 6    | 3    | 153  | 35   | +118 | 99     |
| 9.  | Future Stars                   | 6     | 60   | 28   | 8    | 24   | 151  | 133  | +18  | 92     |
| 10. | Super Stars FC                 | 3     | 20   | 10   | 2    | 8    | 49   | 55   | -6   | 32     |
| 11. | Sharks FC                      | 2     | 28   | 9    | 4    | 15   | 51   | 74   | -23  | 31     |
| 12. | Boca FC                        | 2     | 25   | 8    | 5    | 12   | 55   | 66   | -11  | 29     |
| 13. | Caledonia FC                   | 1     | 12   | 8    | 1    | 3    | 32   | 17   | +15  | 25     |
| 14. | BahaMar FC                     | 1     | 20   | 8    | 1    | 11   | 45   | 40   | +5   | 25     |
| 15. | Breezes Eagles FC              | 4     | 26   | 4    | 6    | 16   | 43   | 95   | -52  | 18     |
| 16. | FC Nassau                      | 2     | 28   | 5    | 2    | 21   | 35   | 105  | -70  | 17     |
| 17. | Western Warriors Gladiators SC | 1     | 14   | 2    | 3    | 9    | 17   | 38   | -21  | 9      |
| 18. | IM Cubs FC                     | 1     | 6    | 2    | 1    | 3    | 15   | 9    | +6   | 7      |
| 19. | VBS FC                         | 2     | 21   | 2    | 1    | 18   | 17   | 71   | -54  | 7      |
| 20. | Baha Juniors Yellow FC         | 1     | 15   | 1    | 1    | 13   | 16   | 56   | -40  | 4      |
| 21. | Lyford Cay FC                  | 1     | 19   | 1    | 1    | 17   | 16   | 78   | -62  | 4      |
| 22. | UWI FC                         | 1     | 5    | 0    | 0    | 5    | 2    | 14   | -12  | 0      |